# El maharajá y los cipayos
|       |       |       |       |       |       |       |       |       |  |
|       | a8 rd | b8 nd | c8 bd | d8 qd | e8 kd | f8 bd | g8 nd | h8 rd |  |
| a7 pd | b7 pd | c7 pd | d7 pd | e7 pd | f7 pd | g7 pd | h7 pd |       |  |
| a6    | b6    | c6    | d6    | e6    | f6    | g6    | h6    |       |  |
| a5    | b5    | c5    | d5    | e5    | f5    | g5    | h5    |       |  |
| a4    | b4    | c4    | d4    | e4    | f4    | g4    | h4    |       |  |
| a3    | b3    | c3    | d3    | e3    | f3    | g3    | h3    |       |  |
| a2    | b2    | c2    | d2    | e2    | f2    | g2    | h2    |       |  |
| a1    | b1    | c1    | d1    | e1 ql | f1    | g1    | h1    |       |  |
|       |       |       |       |       |       |       |       |       |  |

El maharajá y los cipayos, originalmente llamado Shatranj Diwana Shah, es una popular variante del ajedrez con diferentes ejércitos para las blancas y las negras. Se jugó por primera vez en el siglo XIX en la India.
Las negras tienen la formación completa y regular del ajedrez común, cuyos integrantes son llamados aquí cipayos. Las blancas consisten sólo de una pieza, el maharajá, que puede moverse como reina o caballo. El objetivo del juego es que las negras logren el jaque mate al maharajá y las blancas hagan lo propio con el rey negro. No hay promoción ni enroque. Jugando correctamente las negras siempre ganan el juego.